# Domslut (domstol)
Domslut är det formella beslutet fattat av en domstol efter en rättegång. Domslutet ingår som del i själva domen och utgörs av de avgörande ställningstagandena i frågan som rör målet och eventuella påföljder. Domstolen kan till den tilltalade ådöma denne straff i form av fängelse och böter eller annan påföljd, ogilla käromålets yrkande eller att den svarande förpliktigas att utge skadestånd till den kärande, eller i ett förvaltningsrättsligt mål till exempel avslå ett överklagande eller upphäva det överklagade beslutet.
Domslutet var förr placerat sist i domen efter skälen för domen, men inleder nu istället vanligtvis domen. Därefter följer skälen.
Domens verkställighet och dess rättskraft är avhängig domskälen och formuleringen av domslutet. I domslutet kan hänvisas till lagtexten domen baseras på, där det avsnitt som är relevant kallas lagrum.